# Комсомољско језеро (Лењинградска област)
Комсомољско језеро (рус. Комсомо́льское; фин. Kiimajärvi) ледничко је језеро на северозападу европског дела Руске Федерације. Налази се на територији Приозерског рејона, на крајњем северозападу Лењинградске области. Географски се налази у централном делу Лемболовског побрђа, на северу Карелијске превлаке.
Језеро обухвата акваторију површине 24,6 км², са максималном дужином до 14 км, односно ширином до 2 километра (издужено у смеру север-југ). Преко реке Пионирке повезано је са језером Отрадноје, а његова једина отока река Весјолаја повезује га са басеном реке Вуоксе (односно са басеном језера Ладога).